# Coenosia ventrosa
Coenosia ventrosa este o specie de muște din genul Coenosia, familia Muscidae, descrisă de Shinonaga în anul 2003. Conform Catalogue of Life specia Coenosia ventrosa nu are subspecii cunoscute.